# Néa Kallikráteia
Néa Kallikráteia (Nea Kallikrateia) är en ort i Grekland.   Den ligger i prefekturen Chalkidike och regionen Mellersta Makedonien, i den nordöstra delen av landet, 260 km norr om huvudstaden Aten. Néa Kallikráteia ligger 9 meter över havet och antalet invånare är 7 238.
Terrängen runt Néa Kallikráteia är lite kuperad. Havet är nära Néa Kallikráteia åt sydväst. Närmaste större samhälle är Epanomí, 17,0 km nordväst om Néa Kallikráteia. 